# Євкратид I
Євкратид I Мегас (Великий) (грец. Ευκρατίδης; *д/н — †145 до н. е.) — цар Греко-Бактрійської держави у 171 до н. е.—145 до н. е. роках.

## Життєпис

### Здобуття влади
Походження Євкратида достеменно невідоме: можливо був греко-бактрійським військовиком або родичем Селевкідів (двоюрідним братом Антіоха IV Епіфана). Деякий час був сатрапом однієї зі східних сатрапій Селевкідської держави, можливо Гірканії або Мідії.
Близько 175 року до н. е. зі сходженням на трон Греко-Бактрії Антімаха I, що зрештою призвело до ослаблення останнього й повалення Деметрієм II, який став новим царем.
Після цього Євкратид розпочав війну проти Деметрія II. Здійснив північним узбережжям Перської затоки важкий похід до Дрангіани, де близько 170 року до н. е. завдав важкої поразки Деметрію II, який вимушений був швидко повертатися з індійських володінь. Після цього Євкратид I підпорядкував своєї влади Бактрію, Арахозію, Маргіану та Согдіану.
Втім за іншими відомостями, зокрема згідно Юстину, Євкратид був намісником якогось царського міста, а потім сатрапом Бактрії (втім останній факт не є достеменним). Він підняв повстання проти Деметрія II під час його індійського походу. За однією з версій зумів перемогти спочатку намісника Деметрія II в Бактрії, а потім самого царя.

### Царювання
Після цих успіхів Євкратид I намагався ствердитися в усіх азійських володіннях Євтидемідів. Задля ствердження законності своїх прав випустив низку тетрадрахм, де зображено його мати, яка можливо належала до царського роду Селевкідів або Ахеменідів. На відміну від попередників, котрі на монетах підкреслювали легітимність своєї влади, Євкратид показував, що владу отримав лише завдяки військовій звитязі. Військовий характер влади бактрійського базилевса також підтверджує Юстин.
Він зумів підкорити землі Арахозії, Дрангіани, до річки Інд. Можливо при цьому переміг Антімаха II. Слідом за цим Євкратид I прийняв титул цар царів та заснував власну столицю Євкратидію (можливо сучасні міста Ай-Ханум- Александрія Оксіанська чи Делбарджін в Афганістані або Карші в Узбекистані). Страбон, посилаючись на Аполлодора из Артеміти, писав що під владою Євкратида було тисяча міст.
Але боротьба з Деметрієм II, що закріпився в північній Індії, спричинило послаблення позицій Греко-Бактрії на західних кордонах. У 165 році до н. е. намагався виправити ситуацію в союзі з Антіохом IV проти Парфії. Втім після перших успіхів селевкідо-бактрійські війська зазнали невдачі. Близько 164 року до н. е. Мітрідат I, цар Парфії, захопив сатрапії Аспіону й Туріву (сучасні області Герату та Мерву).
Мир з Парфією дозволив Євкратиду I спрямувати свої зусилля на боротьбу з кочівниками юечжі. Близько 162 року до н. е. цар Греко-Бактрії завдав останнім поразки, зумів зрештою їх підкорити.
Разом з тим навіть після цього продовжував війни з Індо-грецьким царством. У 150 році до н. е. завдав поразки царю Менандру I, захопивши Паропамісади. Надалі намагався повністю зайняти Гандхару, але вдалося лише підкорити територію сучасного Кашміру.
У 145 році до н. е. під час повернення з чергового індійського походу Євкратида I було вбито власним сином Євкратидом або Геліоклом. Після цього останній протягнув труп батька колісницею.
В результаті почалася боротьба між синами Євкратида I — Платоном I, Геліоклом I та Євкратидом II.